# Friedrich Christian Avé-Lallemant
Friedrich Christian Benedikt Avé-Lallemant (Lübeck, 23 de maio de 1809 — Berlin-Marienfelde, 20 de julho de 1892) foi um criminalista e escritor alemão.

## Obras
- Das deutsche Gaunertum in seiner sozialpolitischen, literarischen und linguistischen Ausbildung zu seinem heutigen Bestande. Fourier, Wiesbaden 1998, ISBN 3-925037-95-0 (Nachdruck der Ausgabe Berlin 1914)
- Rückblicke auf das Dritte Norddeutsche Musikfest zu Hamburg, Lübeck 1841
- Die Krisis der deutschen Polizei. Brockhaus, Leipzig 1861
- Der Magnetismus mit seinen mystischen Verirrungen: culturhistorischer Beitrag zur Geschichte des deutschen Gaunertums. Brockhaus, Leipzig 1881
- Die Mersener Bockreiter des 18. und 19. Jahrhunderts: ergänzender Beitrag zur Geschichte des deutschen Gaunertums. Brockhaus, Leipzig 1880
- Die norddeutsche Bundespolizei. Springer, Berlin 1868
- Physiologie der deutschen Polizei. Brockhaus, Leipzig 1882
- Die Reform der Polizei in Hamburg. Perthes-Besser & Mauke, Hamburg 1862